# Gooba
«Gooba» (estilizado en mayúsculas), es una canción del rapero estadounidense 6ix9ine. Fue lanzada el 8 de mayo de 2020, como sencillo. Es el sencillo principal de su próximo segundo álbum de estudio Tattle Tales, que se lanzó en agosto de 2020.

## Antecedentes
El 18 de noviembre de 2018, Hernández fue arrestado por cargos de crimen organizado, armas y drogas. Después de declararse culpable de nueve cargos, como robo a mano armada y conspiración para asesinar, fue sentenciado a 2 años de prisión en diciembre de 2019. Sin embargo, fue liberado a principios de abril de 2020 debido a la pandemia de COVID-19. El 7 de mayo de 2020, anunció que celebraría su cumpleaños número 24 lanzando un nuevo sencillo.

### Promoción
La canción fue promovida a través de una gran cartelera en Times Square que decía "The King Is Back" (en español, "El rey está de vuelta"). 6ix9ine también organizó una sesión de Instagram Live el día del lanzamiento de la canción, que recibió un récord de 2 millones de visitas simultáneas.

## Composición y letra
"Gooba" contiene un ritmo de trap simplista, y muestra que 6ix9ine emplea su estilo característico "agresivo". Líricamente, como señaló Rap-Up, "desata su ira contra los que odian y los cazadores de influencia, mientras se ríe al último", señalando la línea "Are you dumb, stupid, or dumb, huh?" (en español, "¿Eres tonto, estúpido o tonto, eh?"). También se dirige a testificar en la corte contra miembros de la Pandilla Bloods Nine Trey Gangsta a cambio de una sentencia reducida: "Tell me how I ratted, came home to a big bag" (en español, "Dime cómo lo ratifiqué, volví a casa con una gran bolsa"). De acuerdo con Pitchfork, la pista incluye referencias al COVID-19 ("Basic, been hot, way before coronavirus", en español "Básico, estado caliente, mucho antes del coronavirus') y la cooperación de 6ix9ine con los fiscales federales y testimonios ("Tell me how I ratted, came home to a big bag", en español "Dime cómo me delaté, llegó a casa a un gran bolso"). Brendan Klinkenberg de Rolling Stone describió la canción como "castigantemente contundente y aparentemente diseñada para provocar".

## Recepción y críticas
Complex's Shawn Setaro dio a la canción una crítica negativa, y criticó a 6ix9ine y el enfoque del rapero en su regreso, alegando que 'no es el arrepentimiento, tranquilo y joven hombre que vimos en la sala'. Setaro comentó además: "En vez de eso, vimos a un hombre de 24 años obsesionado con el dinero, la popularidad, los que odiaban y que se vengaba. 6ix9ine volvió a su papel favorito: el advenedizo que no se ajusta a los códigos de la calle y gana de todas formas". Él criticó a 6ix9ine por su falta de disculpas hacia aquellos a quienes agravió, diciendo que "solo enumera [...] los errores que le hicieron y por qué esos errores lo hacen inocente".

## Video musical
El video musical fue lanzado junto con el lanzamiento oficial único el 8 de mayo de 2020, y fue filmado en abril de 2020. Hernández había pedido previamente a un juez permiso para filmar el video en su patio trasero durante el confinamiento en el hogar.

### Concepto
El video fue filmado bajo confinamiento en el hogar, derivado de la liberación supervisada de 6ix9ine de la prisión el 2 de abril de 2020. Fue dirigida por CanonF8, David Wept y el propio 6ix9ine y tuvo una grabación en menos de dos semanas antes de su lanzamiento, y al rapero solo se le permitió grabar durante dos horas por semana, por orden de un juez. El video presenta a la novia de 6ix9ine, Rachel "Jade" Wattley, y un "arcoíris de modelos de gran figura" haciendo twerking (perreando), mientras está cubierto de pintura. En una escena, el video muestra a 6ix9ine transformándose en una rata animada (una referencia a él delatando a sus ex pandilleros). También muestra su grillete en el tobillo.

## Personal
Créditos adaptados de Tidal:
- 6ix9ine - artista principal
- Harald Hjermann Srobo - arreglos
- Jahnei Clarke - arreglos

## Posiciones musicales
| País (2020)                                      | Posición más alta |
| ------------------------------------------------ | ----------------- |
| Australia (ARIA)                                 | 14                |
| Bélgica (Ultratip Flanders)                      | 20                |
| Bélgica (Ultratip Valonia)                       | 19                |
| Finlandia (Suomen virallinen lista)              | 3                 |
| Irlanda (IRMA)                                   | 4                 |
| Italia (FIMI)                                    | 10                |
| Lituania (AGATA)                                 | 7                 |
| Noruega (VG-lista)                               | 13                |
| Nueva Zelanda (RMNZ)                             | 13                |
| Reino Unido UK Singles (Official Charts Company) | 8                 |
| Países Bajos (Single Top 100)                    | 5                 |
| Suecia (Sverigetopplistan)                       | 2                 |
| Suiza (Schweizer Hitparade)                      | 6                 |

## Certificaciones
| Región                | Certificación | Unidades certificadas |
| --------------------- | ------------- | --------------------- |
| Estados Unidos (RIAA) | Oro           | 500 000               |